# Peinture tunisienne
La peinture tunisienne est, dans le domaine de l'histoire de l'art, la production picturale en Tunisie, particulièrement à partir de la période du protectorat français, à la fin du XIXe siècle.

## Histoire
Du fait de l'interdit de la reproduction de l'image humaine, les dynasties musulmanes régnantes ont étouffé l'art pictural durant des siècles. Les peintres se sont alors tournés vers la calligraphie.
L'introduction de l'art plastique en Tunisie a lieu au début du XIXe siècle, à travers la peinture sous verre. À la fin du siècle, une nouvelle tendance voit le jour, la peinture de chevalet, qui permet à l'artiste d'exprimer son point de vue subjectif ; Ahmed Osman, fils d'un général de l'armée beylicale tunisienne, qui étudie la peinture académique à Rome, en est le premier représentant. Parmi ses œuvres figure le fameux portrait du général Kheireddine Pacha à cheval.

### Protectorat français
L'histoire de la peinture tunisienne débute véritablement avec les figures de Hédi Khayachi (1892-1948) et Abdelwaheb Djilani (1890-1961) alias Abdul, frère de l'historien Hassan Hosni Abdelwaheb. Tous deux issus de la bourgeoisie tunisoise, ils suivent leurs études artistiques en Europe et se rattachent au réalisme, au folk art et au paysagisme, même si Khayachi se spécialise dans l'art du portrait. Peintre officiel des beys de Tunis, il devient le plus célèbre portraitiste tunisien de tous les temps ; il travaille par ailleurs pour les hauts fonctionnaires et les grandes familles tunisiennes.
Le 11 mai 1894 s'ouvre le premier Salon tunisien, dans les locaux de l'Association ouvrière maltaise transformés pour l'occasion en galerie. La manifestation accueille les pionniers de la peinture tunisienne, à l'exception de Khayachi qui manie la peinture occidentale. David Junès (1874-1938), après des études en France, expose au Salon tunisien de 1897 à 1937. En 1912, Abdul est le premier Tunisia à y exposer ses œuvres, suivi par Yahia Turki (1902-1969) à partir de 1923. On y assiste à la naissance d'un art figuratif qui s'intéresse toujours aux mêmes thématiques malgré les origines variées des artistes. Alors que Turki est né d'un père djerbien et d'une mère turque. Aly Ben Salem (1910-2001) est né dans une famille citadine tunisoise, Abdelaziz Berraies est le fils d'un ministre beylical issu d'un milieu tunisois aisé, Ammar Farhat (1911-1987) est originaire de Béja et Hatem El Mekki (1918-2003) est le fils d'un père tunisien et d'une mère indonésienne ; tous rejoignent le Salon tunisien dans les années 1930.
Une vague de peintres figuratifs folkloriques apparaît à cette période, avec Pierre Berjole (1897-1990), Pierre Boucherle (1894-1988), Antonio Corpora (1909-2004), Jules Lellouche (1903-1963) et Moses Levy (1885-1968). Après la Seconde Guerre mondiale, d'autres artistes se joignent à eux : Ali Bellagha (1924-2006), Jellal Ben Abdallah (1921-2017), Amara Debbache, Brahim Dhahak, Safia Farhat (1924-2004), Abdelaziz Gorgi (1928-2008), Edgard Naccache (1917-2006), Mahmoud Sehili (1931-2015) ou encore Zoubeir Turki (1924-2009).

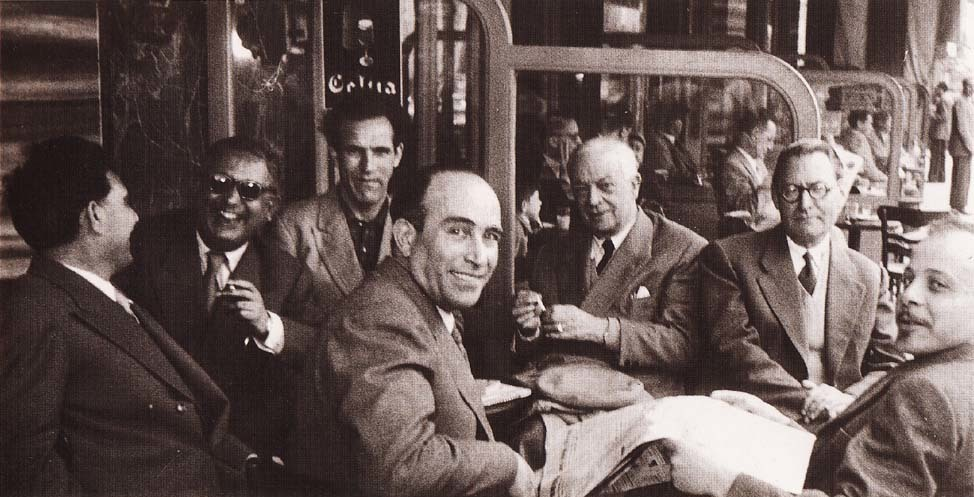
Plusieurs peintres de l'École de Tunis réunis au café de Paris à Tunis en 1953.

La naissance d'une peinture tunisienne contemporaine est fortement liée à l'émergence de l'École de Tunis, mise en place en 1949 par un groupe de quatre artistes — Boucherle, Corpora, Lellouche et Levy — unis par la volonté d'incorporer des thèmes proprement tunisiens et rejetant l'influence orientaliste de la peinture coloniale. Elle réunit des peintres français et tunisiens, musulmans, chrétiens et juifs, comme Bellagha, Ben Abdallah, Dhahak, Ammar Farhat, Safia Farhat, Gorgi, Robert Hue, Naccache, Hassen Soufi, Hédi Turki (1922-2019), Zoubeir Turki (1924-2009) et Yahia Turki (1903-1969). Tous se donnent pour mission d'organiser la vie artistique tunisienne, en assumant la continuité du Salon tunisien et en créant le service des arts plastiques au sein du ministère de la Culture.

### Indépendance
Après l'indépendance en 1956, le mouvement pictural tunisien entre dans une dynamique d'édification nationale, des artistes se mettant au service de l'État. Sous l'impulsion de ministres de la Culture tels que Habib Boularès, une politique volontariste est mise en place, permettant à des artistes d'accéder à une reconnaissance internationale à l'exemple d'El Mekki ou de Zoubeir Turki, ce qui ne manque pas d'interroger la relation entre l'artiste et le pouvoir. Des critiques sont également exprimées à l'égard de la domination de l'École de Tunis.
Dans les années 1950 et 1960 émerge la peinture abstraite, grâce à Naccache, Debbache, Naceur Ben Cheikh, Nello Levy, Hédi Turki, Néjib Belkhodja ou Carlo Caracci,, alors que l'art figuratif est en constante évolution. Face à eux se trouvent tenants de l'authenticité, à l'instar de Belkhodja, Nja Mahdaoui et Abdelmajid El Bekri, tendance qui fait des émules dont Abderrahmane Metjaouili, Habib Bouabana, Moncef Ben Amor et Foued Zaouche, qui se place dans la ligne artistique de Khayachi, dont le fils Noureddine fait revivre la carrière et connaît un grand succès,.
Au cours des années 1970, une nouvelle vague d'artistes, moins homogène dans leur formation artistique, apparaît. Nombreux sont ceux qui ont suivi un enseignement artistique presque exclusivement tunisien, à l'École des beaux-arts de Tunis, à l'Institut technologique d'art ou à l'École nationale d'architecture et d'urbanisme, comme Abdelmajid Ben Messaoud, Fethi Ben Zakour, Adel Megdiche, Ali Zenaïdi, Noureddine El Hani, Raouf Gara, Brahim Azzabi, Mohamed Njeh, Habib Bida, etc. Certains artistes de cette génération choisissent de poursuivre leur formation en Europe dans des disciplines autres que la peinture : Khalifa Cheltout, Faouzia Hicheri, Gouider Triki et Hédi Labbane suivent ainsi des études d'arts graphiques à Paris. Quant aux artistes dits « naïfs », comme Ali Guermassi, Mehrezia Ghadhab et Ahmed Hajeri, ils imposent leurs propres styles.

## Peintres étrangers
De nombreux peintres occidentaux se sont imprégnés de lumières et de paysages tunisiens, et pas seulement en peinture orientaliste, comme Paul Klee, August Macke ou Henri Matisse.

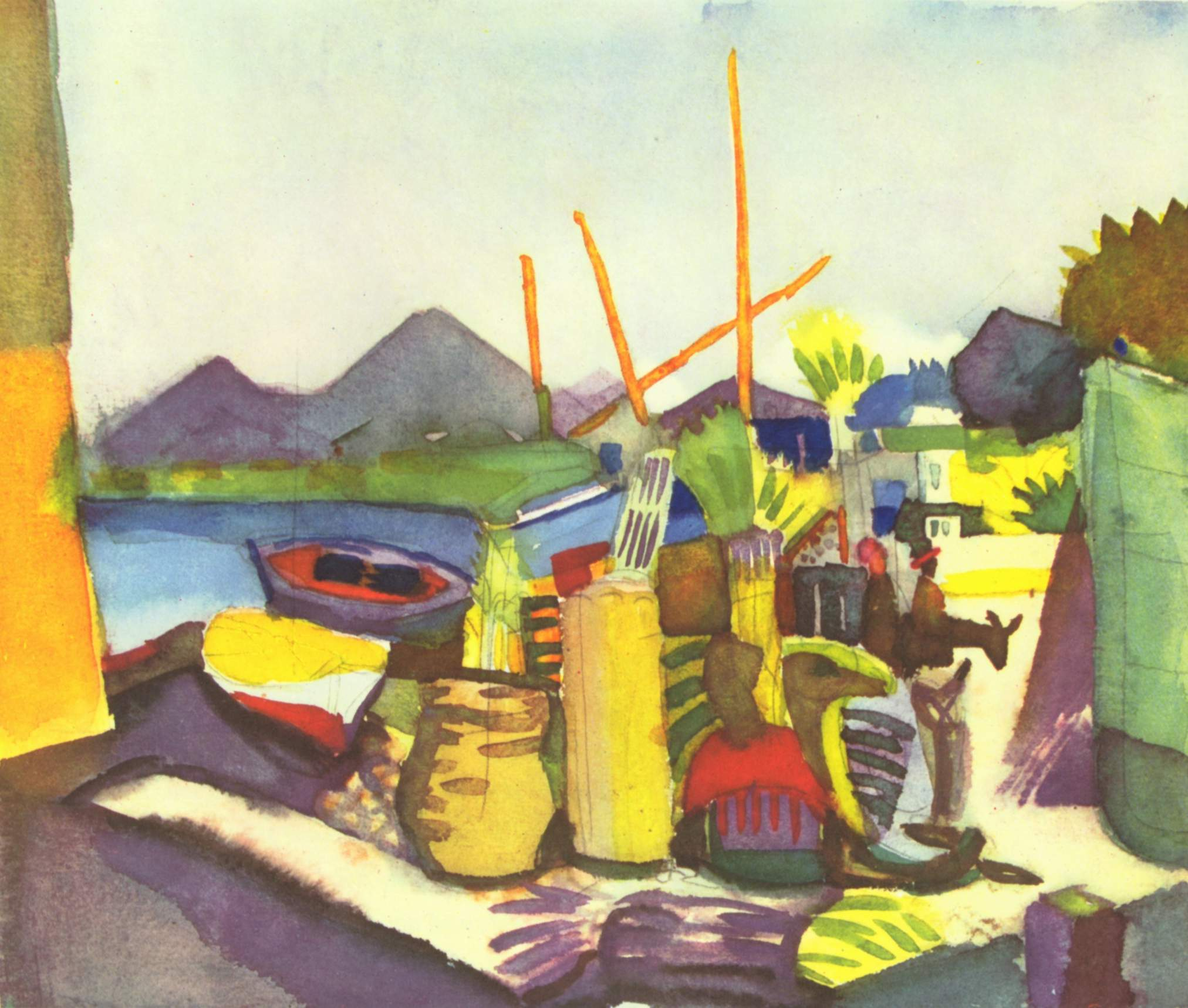
Paysage des environs de Hammamet, August Macke (1914).
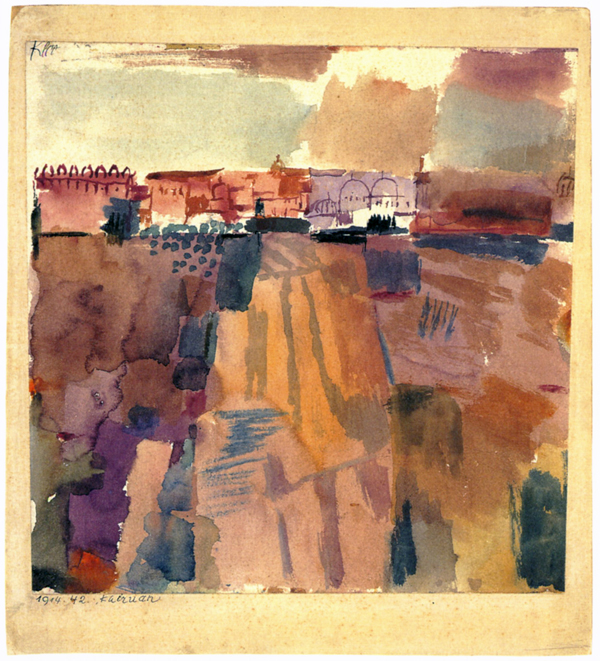
Kairouan, Paul Klee (1914).
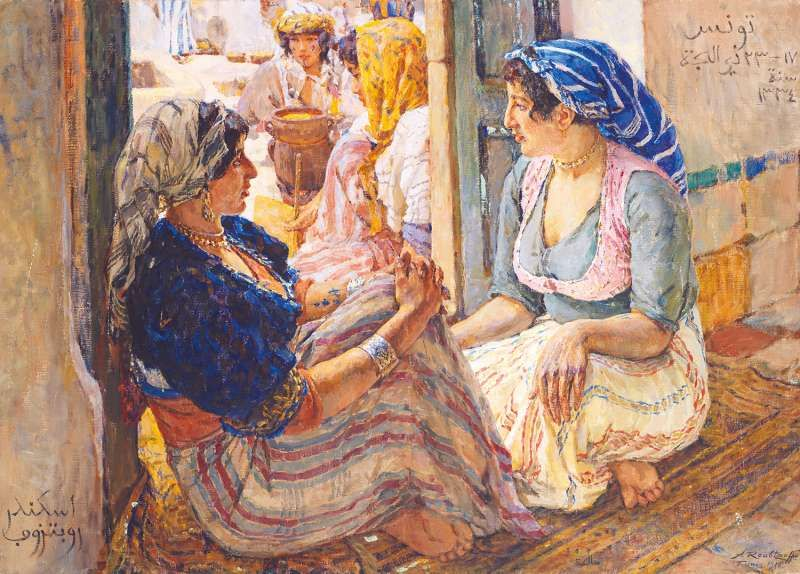
Tunisiennes, Alexandre Roubtzoff (vers 1920).